# Trypeticus angustifrons
Trypeticus angustifrons är en skalbaggsart som beskrevs av Kanaar 2003. Trypeticus angustifrons ingår i släktet Trypeticus och familjen stumpbaggar. Inga underarter finns listade i Catalogue of Life.